# Georg Friedrich Grotefend

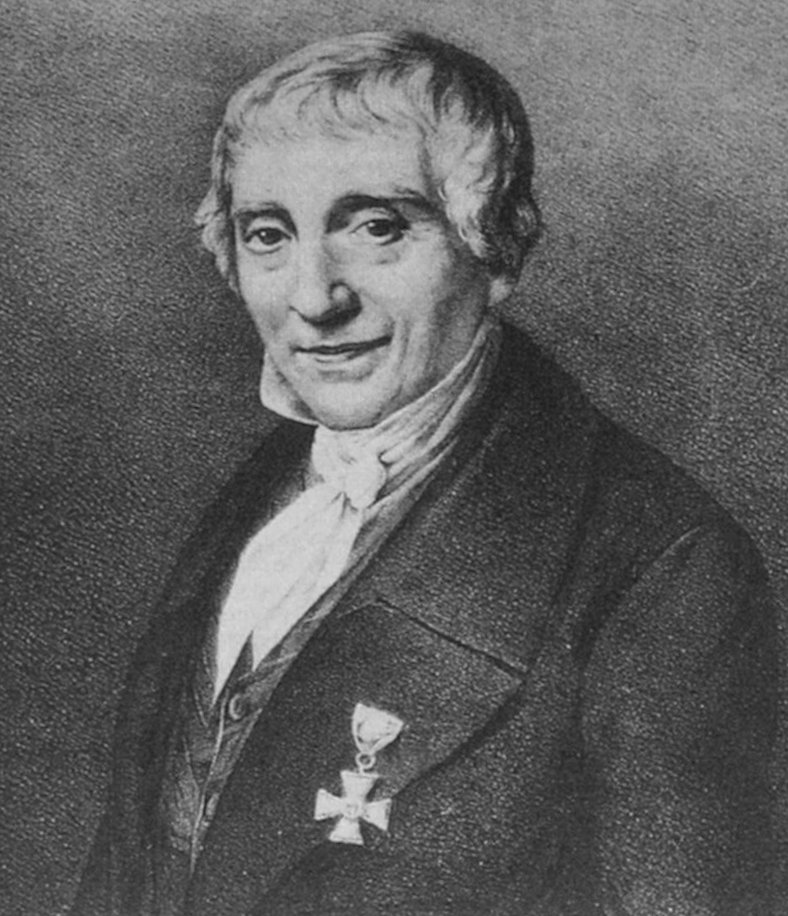
Georg Friedrich Grotefend

Georg Friedrich Grotefend (Münden, 9 juni 1775 – Hannover, 15 december 1853) was een Duitse oudheidkundige. Zijn voornaamste verdienste is de aanzet tot de ontcijfering van het Oud-Perzische spijkerschrift.

## Biografie
Grotefend is geboren in Münden, waar hij naar school ging; later vervolgde hij zijn studies te Ilfeld (Thüringen) en aan de universiteit van Göttingen. Hier ontmoette hij de beroemde classicus Christian Gottlob Heyne, die hem in 1797 een aanstelling bezorgde als docent aan het gymnasium van Göttingen. Hij was daar nog werkzaam toen hij een begin maakte met de ontcijfering van het spijkerschrift.
Later was hij conrector van het gymnasium te Frankfurt en rector van het gymnasium van Hannover, een positie die hij bekleedde tot in 1849. Hij is ook in Hannover overleden.
Het Grotefend-Gymnasium in Münden is vernoemd naar deze geleerde.

## Wetenschappelijk werk: het spijkerschrift
Rond 1800 was bekend dat er minstens twee soorten spijkerschrift bestonden, die we nu aanduiden als het Babylonische (met honderden tekens) en het Oud-Perzische (met 36 tekens, 8 ideogrammen en een teken voor de spatie). Dit laatste was redelijk goed bekend door de tekeningen die onder meer de Nederlandse tekenaar-reiziger Cornelis de Bruijn en de Deense ontdekkingsreiziger Carsten Niebuhr hadden gemaakt van korte inscripties in Persepolis. Het betrekkelijk geringe aantal tekens maakte duidelijk dat het moest gaan om een alfabet, niet om een lettergrepenschrift.
In 1802 liet Grotefend aan de Göttinger Akademie der Wissenschaften zijn eerste ontdekkingen weten. Hierin toonde hij aan dat een bepaalde, in de inscripties uit Persepolis steeds herhaalde groep tekens het woord voor "koning" moest zijn, en dat een variant hierop "der koningen" moest betekenen. De taal, het Oud-Perzisch, was bekend uit het heilige boek van de Zoroastriërs, de Avesta; zo kon ook de betekenis van de tekens worden herkend. Al snel volgden ook enkele dynastieke namen, zoals Hystaspes, Darius en Xerxes. Uiteindelijk liep Grotefend vast; de definitieve ontcijfering zou het werk zijn van de Brit George Rawlinson, die beschikte over de veel langere tekst van de Behistun-inscriptie.
Toch waren Grotefends verdiensten aanzienlijk geweest. Hij had onderkend dat er niet twee, maar drie soorten spijkerschrift waren (de derde was het Elamitisch), had bewezen dat de inscripties uit Persepolis dateerden uit de Achaemenidische tijd (ruwweg 520-330 v.Chr.) en had ongeveer de helft van de tekens herkend.

## Wetenschappelijk werk: Latijnse taalkunde
Tijdens zijn leven werd Grotefend vooral gewaardeerd als specialist in het Latijn en Italiaans, hoewel hij ook over de Duitse taal publiceerde. Hij herzag het bekendste Latijnse grammaticaboek van zijn tijd (dat van H.F. Wenck) en publiceerde een schoolgrammatica die hem beroemd maakte. Tevens hield hij zich bezig met de uitgave van de teksten in het oude Umbrisch en Oskisch, twee bijna vergeten Italische talen. Ook publiceerde hij over de munten van de Griekse koningen uit Bactrië.
Zijn laatste levensjaren hield hij zich vooral bezig met de geografie van het oude Italië, waarmee hij het voorwerk deed voor de latere studies van Karl Julius Beloch. In deze jaren loste hij ook een merkwaardige crux op in Tacitus' beschrijving van de brand van Rome in 64 n.Chr.: de totaal onbegrijpelijke passage betekende dat er evenveel jaren, maanden als dagen waren verstreken sinds de brand van Rome in 386 v.Chr. - namelijk 414.

## Publicaties
- Vorläufiger Bericht über Entzifferung und Deutung der sogenannten Keilinschriften aus Persepolis (1802)
- Anfangsgründe der deutschen Poesie (1815)
- Rudimenta linguae Umbricae ex inscriptionibus antiquis enodata' (1835-1838; acht delen)
- Neue Beiträge zur Erläuterung der persepolitanischen Keilschrift (1837)
- Rudimenta linguae Oscae ex inscriptionibus antiquis enodata (1839)
- Die Münzen der griechischen, parthischen und indoskythischen Könige von Baktrien und den Ländern am Indus (1839)
- Neue Beiträge zur Erläuterung der babylonischen Keilschrift (1840)
- Zur Geographie und Geschichte von Alt-Italien (1840-1842)

## Voetnoten
1. ↑  "The ancient Persian alphabet", op Livius.org.
2. ↑  Zie Walther Hintz, Darius und die Perser. Eine Kulturgeschichte der Achämeniden (1976) 13-21 voor een uitgebreid verslag van de ontdekking.
3. ↑  Tacitus, Annalen 15.41.